# Bad Sülze
Bad Sülze  är en mindre stad i det nordtyska förbundslandet Mecklenburg-Vorpommern.
Staden ingår i kommunalförbundet Amt Recknitz-Trebeltal tillsammans med kommunerna Dettmannsdorf, Deyelsdorf, Drechow, Eixen, Grammendorf, Gransebieth, Hugoldsdorf, Lindholz och Tribsees.

## Geografi
Bad Sülze är beläget 15 kilometer sydöst om Ribnitz-Damgarten mellan städerna Marlow och Tribsees. Genom staden flyter ån Recknitz.

## Historia
Sedan 1200-talet fanns saltkällor på det nuvarande stadsområdet. Orten Sulta omnämns första gången 1243, då klostret Doberan fick rättigheterna att driva ett saltverk i orten. Under andra hälften av 1200-talet uppfördes stadskyrkan och orten fick stadsrättigheter omkring 1260 av furstarna av Rostock. Sedan 1323 tillhörde staden herrskapet Mecklenburg och  kom till hertigdömet Mecklenburg 1358.

## 1800-talet
I början av 1800-talet blev Sülze en kurort för saltbad (1822). 1828 byggdes kurhuset och 1881 invigdes ett sanatorium för barn.
1895 anslöts staden till den nya järnvägen Rostock-Tribsees.
Saltverket lades ner 1907 på grund av olönsamhet.
Under DDR-tiden tillhörde distriktet Ribnitz-Damgarten inom länet Rostock (1952–1990).

### Befolkningsutveckling
Befolkningsutveckling  i Bad Sülze
Källa:,

## Vänorter
Staden Bad Sülze är vänort till polska staden Pyrzyce.

## Sevärdheter

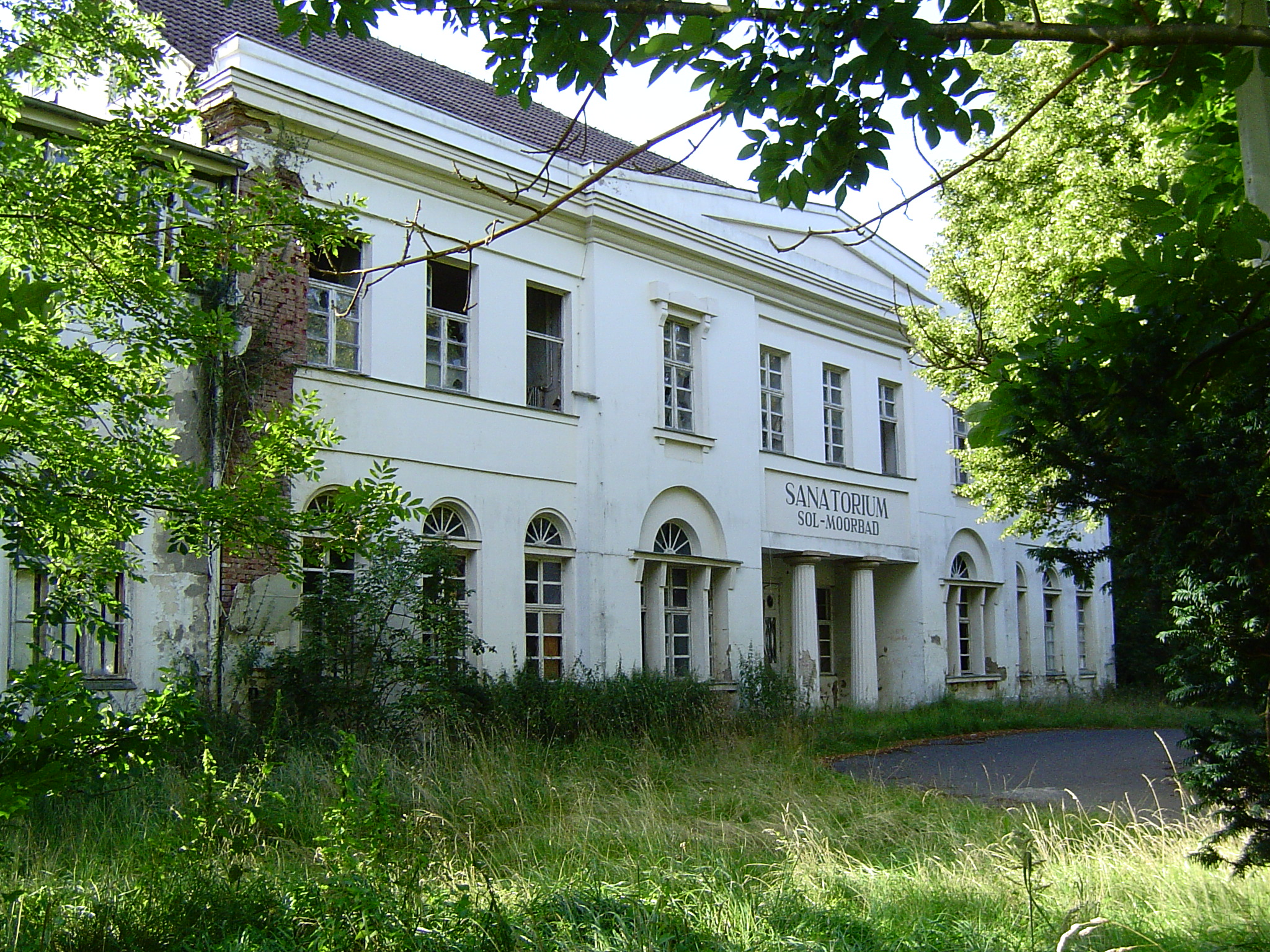
Gamla kurhuset från 1822

- Gotiska stadskyrkan från 1200-talet, uppförd i tegel
- Gamla kurhuset från 1822
- Saltmuseet
- Väderkvarn

## Kommunikationer
Söder om staden går motorvägen  (tyska:Autobahn) A 20.